# Соколян Марина Іванівна

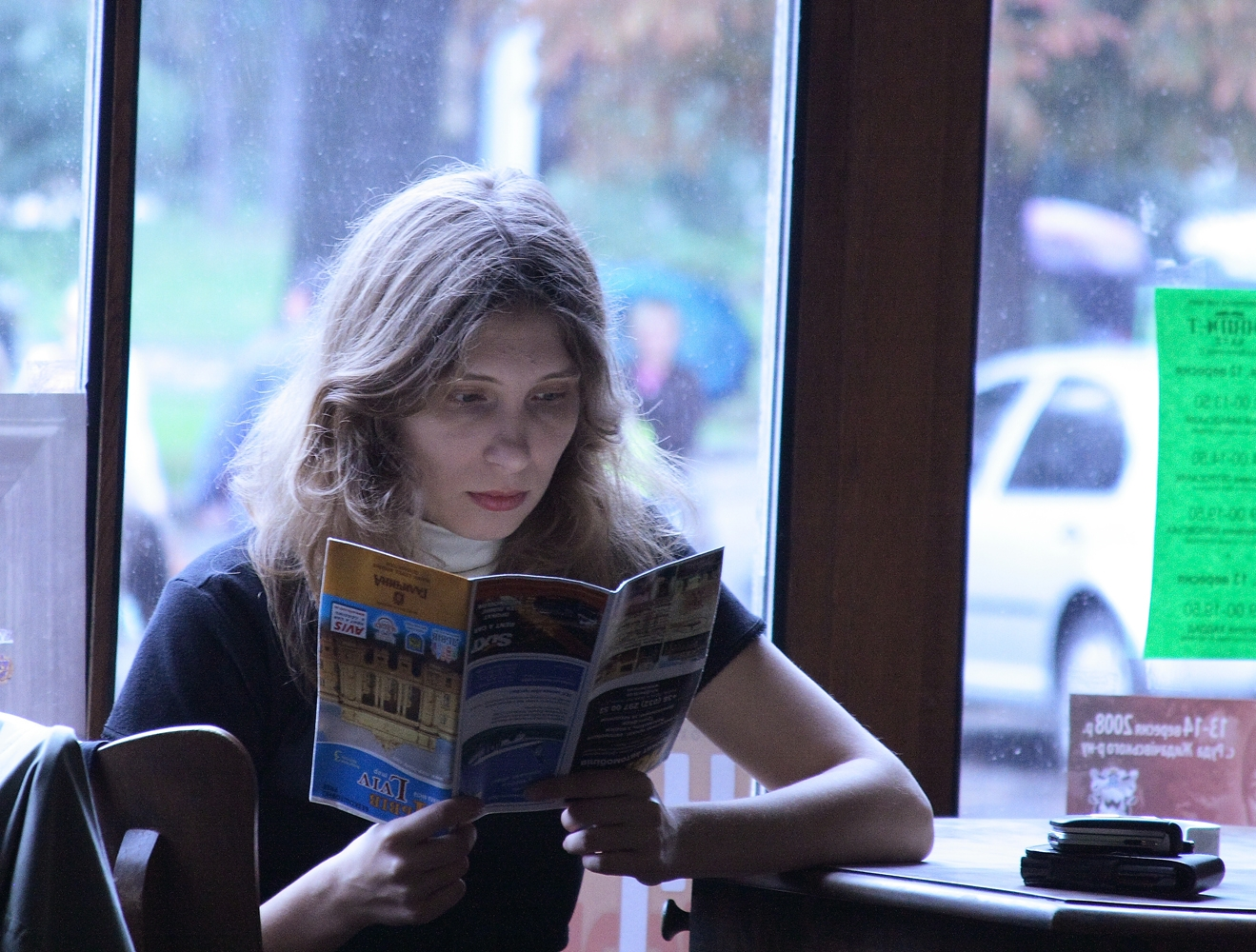
Марина Соколян

Мар́ина Сокол́ян (18 грудня 1979, Полтава) — українська письменниця (авторка прозових творів та сценаріїв).

## Біографія
Народилася 18 грудня 1979 року в Полтаві. У 2002 отримала диплом магістра соціології в Києво-Могилянській Академії. Працювала в київській PR-агенції Romyr & Associates на посаді старшого менеджера роботи з клієнтами.
У вересні — листопаді 2005 року перебувала на літературній стипендії асоціації «Вілла Деціус» (Краків, Польща).

### Книги
- Роман «Прокляття Григора Нетутешнього», «Богдан», Тернопіль 2025
- Роман «Серце гарпії», видавництво «Нора-друк», Київ, 2013
- Повість «Вежі та підземелля», видавництво «Грані-Т», Київ, 2008
- Роман «Новендіалія», видавництво «Факт», Київ, 2008
- Повість «Херем», видавництво «Факт», Київ, 2007
- Роман «Сторонні в домі», видавництво «Факт», Київ, 2006
- Повість «Кодло», видавництво «Идея-пресс», Москва, 2006
- Повість «Ковдра сновиди», видавництво «Факт», Київ 2005
- Роман «Балада для Кривої Варги», видавництво «Нора-друк», Київ, 2005
- Повість «Кодло», видавництво «Факт», Київ, 2003
- Збірка оповідань «Цурпалки», видавництво «Смолоскип», Київ, 2003

### П'єси
- «Душогуби і дух капіталізму». Опублікована видавництвом «Нора-друк», Київ, 2005
- «Діалоги богів'2». Опублікована в журналі «Поколение», Київ, 2003

### Журнальні публікації
- Роман «Балада для Кривої Варги», журнал «Кур'єр Кривбасу», Кривий Ріг, 2005

## Нагороди
- 2008 — Заохочувальна премія ESFS від «Єврокону — 2008»
- 2008 — Премія «Відкриття себе» від Міжнародної асамблеї фантастики «Портал» (повість «Херем»)
- 2006 — Дипломант конкурсу «Коронація слова 2005—2006», п'єса «Реторта»
- 2004 — Перше місце на фестивалі «Бієнале актуальних мистецтв України» за роман «Балада для Кривої Варги»
- 2004 — Дипломант конкурсу «Коронація слова 2003», роман «Балада для Кривої Варги»
- 2003 — Перше місце на конкурсі «СтАрт» в номінації «література» за повість «Кодло»
- 2002 — Друге місце на конкурсі видавництва «Смолоскип» за збірку оповідань «Цурпалки»